# Serin
Serin (Ser ili S), 2-amino-3-hidroksipropionska kiselina. Neesencijalna aminokiselina koja se sintetizuje u telu čoveka od metaboita i glicina. Kod sisara prisutna je samo u obliku L-stereoizomera.
Hemijska formula: 

## Sinteza
Sinteza serina i glicina počinje oksidacijom 3-fosfoglicerata pri čemu nastaje 3-fosfohidroksipirvat i NADH. Transaminacijom sa glutaminskom kiselinom nastaje 3-fosfoserin. Uklanjanjem fosfata nastaje serin.

## Uloga
Serin učestvuje u biosintezi purina i pirimidina, cisteina, triptofana (kod bakterija) i velikog broja metabolita.

## Literatura
- Даринка Кораћевић; Гордана Бјелаковић; Видосава Ђорђевић. Биохемија. савремена администрација. ISBN 978-86-387-0622-8.

## Spoljašnje veze
Mediji vezani za članak Serin na Vikimedijinoj ostavi